# 3e cérémonie des Central Ohio Film Critics Association Awards
La 3e cérémonie des Central Ohio Film Critics Association Awards, décernés par la Central Ohio Film Critics Association, a eu lieu le 25 janvier 2005, et a récompensé les films réalisés l'année précédente.

## Palmarès

### Top 10 des meilleurs films
1. Million Dollar Baby
2. Sideways
3. Eternal Sunshine of the Spotless Mind
4. Les Indestructibles (The Incredibles)
5. Aviator (The Aviator)
6. Closer, entre adultes consentants (Closer)
7. Before Sunset
8. Maria, pleine de grâce (María, llena eres de gracia)
9. La Vie aquatique (The Life Aquatic with Steve Zissou)
10. Dogville

### Meilleur réalisateur
- Alexander Payne pour Sideways
  - Clint Eastwood pour Million Dollar Baby

### Meilleure prestation d'acteur
- Hilary Swank pour le rôle de Maggie Fitzgerald dans Million Dollar Baby
  - Jamie Foxx pour le rôle de Ray Charles dans Ray

### Meilleure prestation d'acteur dans un second rôle
- Thomas Haden Church pour le rôle de Jack Cole dans Sideways
  - Clive Owen pour le rôle de Larry dans Closer, entre adultes consentants (Closer)

### Meilleure distribution
- J'adore Huckabees (I ♥ Huckabees)
  - Sideways

### Acteur de l'année
(pour l'ensemble de son travail en 2004)
- Cate Blanchett  – Aviator (The Aviator), Coffee and Cigarettes et La Vie aquatique (The Life Aquatic with Steve Zissou)
  - Jamie Foxx  – Ray et Collatéral (Collateral)

### Artiste le plus prometteur
- Zach Braff – Garden State (acteur et réalisateur)
  - Catalina Sandino Moreno – Maria, pleine de grâce (María, llena eres de gracia) (actrice)

### Meilleur scénario
- Eternal Sunshine of the Spotless Mind – Charlie Kaufman
  - Sideways – Alexander Payne et Jim Taylor

### Meilleurs décors
- Aviator (The Aviator)
  - Hero (英雄)

### Meilleur son
- Kill Bill : volume 2 (Kill Bill: Vol. 2)
  - Le Village (The Village)